# Batalha de Brunkeberg
A Batalha de Brunkeberg (em sueco:  Slaget vid Brunkeberg) ocorreu em 10 de outubro de 1471, em Brunkeberg, na parte norte da atual cidade de Estocolmo, na Suécia, opondo os aliados camponeses e nobres do regente do reino sueco Sten Sture aos aliados dinamarqueses, suecos e mercenários alemães do rei Cristiano I da Dinamarca.

A peleja terminou com a vitória dos separatistas suecos liderados por Sten Sture, que veio então a governar a Suécia como regente do reino (riksföreståndare) por mais de 30 anos.
Os historiadores modernos apontam o lado económico do conflito: Sten Sture era apoiado pelos camponeses, mineiros e nobres ligados à exportação de gado, manteiga e ferro pelo Mar Báltico. Cristiano contava com o apoio dos grandes senhores e camponeses associados à agricultura local.